# Новоузенский сельский округ
Новоузе́нский се́льский окру́г (каз. Новоузен ауылдық округі) — административная единица в составе Бухар-Жырауского района Карагандинской области Казахстана. Административный центр — село Новоузенка.

## История
Постановлением Правительства Республики Казахстан от 23 мая 1997 г. № 865 «О мерах по реализации Указа Президента Республики Казахстан „Об изменениях в административно-территориальном устройстве Алматинской, Восточно-Казахстанской, Карагандинской и Северо-Казахстанской областей“», Новоузенский сельский округ вошёл в состав Бухар-Жырауского района. 

## Состав
| № | Населённый пункт | Тип населённого пункта       | Код КАТО  | Географические координаты       | Население, чел. (2021 г.) |
| - | ---------------- | ---------------------------- | --------- | ------------------------------- | ------------------------- |
| 1 | Новоузенка       | село, административный центр | 354065100 | 49°52′40″ с. ш. 72°59′56″ в. д. | ↗1 711                    |
| 2 | Севан            | село                         | 354065200 | 49°55′30″ с. ш. 72°58′01″ в. д. | ↘40                       |
| 3 | Стан             | село                         | 354075100 | 49°53′23″ с. ш. 72°55′33″ в. д. | ↘51                       |

## Население
| Численность населения | Численность населения | Численность населения | Численность населения |
| 1989                  | 1999                  | 2009                  | 2021                  |
| --------------------- | --------------------- | --------------------- | --------------------- |
| 2256                  | ↘1864                 | ↘1786                 | ↗1802                 |